# Bistrica (Kozjansko)
Bistrica je izrazito sredogorska reka na Kozjanskem. V spodnjem delu med Trebčami in Zagajem je reka vrezala okoli 3 km dolgo sotesko, kjer ob strugi ni prostora za cesto in je neprehodna. Pobočja so strma, skalovita in gozdnata, na južno stran se dvigujejo preko 400 m. Reka slovi po slikovitih vodnih prizorih in bistri vodi, značilno pa je tudi menjavanje širših in ožjih dolinskih delov ob strugi. V vasi Polje pri Bistrici se izteka v Sotlo. Po reki je bila leta 1952 poimenovana vas Bistrica ob Sotli, ki je do tedaj nosila ime Sveti Peter pod Svetimi Gorami.